# Método de Reed y Muench
El Método de Reed y Muench es el procedimiento empleado para calcular puntos finales de 50% en la Titulación del virus o de bacterias intracelulares obligadas, como parte de pruebas de neutralización cuantitativa.
La distancia proporcional entre dos diluciones, en la cual se encuentran el punto final de 50% se obtiene mediante el % mortalidad mayor de 50%-50%/% de mortalidad mayor de 50%-% de mortalidad menor de 50%
Entonces el logaritmo negativo del título de LD sub 50 será igual al Log negativo de la dilución mayor al 50% de mortalidad+la distancia proporcional.